# Mistelbach (distrikt)
Mistelbach är ett distrikt (Bezirk) i det österrikiska förbundslandet Niederösterreich. Det gränsar i norr mot Tjeckien.
Distriktet består av följande städer, köpingar och kommuner:

Kommunerna i distriktet Mistelbach

Städer
- Laa an der Thaya
- Mistelbach
- Poysdorf
- Wolkersdorf im Weinviertel

Köpingar

- Asparn an der Zaya
- Bernhardsthal
- Bockfließ
- Falkenstein
- Gaweinstal
- Großengersdorf
- Großharras
- Großkrut
- Hausbrunn
- Herrnbaumgarten
- Kreuzstetten
- Ladendorf
- Neudorf im Weinviertel
- Pillichsdorf
- Rabensburg
- Staatz
- Stronsdorf
- Ulrichskirchen-Schleinbach
- Wilfersdorf

Landskommuner

- Altlichtenwarth
- Drasenhofen
- Fallbach
- Gaubitsch
- Gnadendorf
- Großebersdorf
- Hochleithen
- Kreuttal
- Niederleis
- Ottenthal
- Schrattenberg
- Unterstinkenbrunn
- Wildendürnbach